# Vazgen Ghazaryan
Vazgen Ghazaryan (* 5. Juli 1978 in Jerewan, Armenische SSR, Sowjetunion) ist ein armenischer Opernsänger (Bass). 

## Leben
Vazgen Ghazaryan studierte am Staatlichen Konservatorium Jerewan von 1997 bis 2005 Gesang und bis 2000 auch Schlagzeug. Von 1999 bis 2002 war er Mitglied des Kammerchores des Radio- und Fernsehsenders Armeniens und leistete gleichzeitig seinen zweijährigen Wehrdienst bei den Streitkräften Armeniens, wo er als Schlagzeuger und Solosänger eingesetzt wurde. 2003 absolvierte er das Opernstudio des Konservatoriums. Zudem war er 2002–2004 Solist im Chor der Kirche zur Hl. allmächtigen Jungfrau Maria der Ararat-Eparchie der Armenischen Apostolischen Kirche.
Sein Operndebüt gab er in der Spielzeit 2004/05 als Basilio (Il barbiere di Siviglia) am Opernstudio des Konservatoriums. Ab 2005 war er als Solist an der armenischen Staatsoper engagiert, wo er u. a. 2006 als Sarastro (Die Zauberflöte) zu hören war.
Seit 2007/08 gehört Ghazaryan dem Ensemble des Theaters Erfurt an und debütierte hier mit der Titelpartie in Arrigo Boitos Mefistofele. Weitere Rollen waren Bartolo (Le nozze di Figaro), Colline (La Bohème), Bertram (Robert le diable), Zaccaria (Nabucco), Filippo und Großinquisitor (Don Carlo), Gremin (Eugen Onegin), Sparafucile (Rigoletto), Komtur und Leporello (Don Giovanni), Meßner und ein Schließer (Tosca), Banquo (Macbeth), Veit Pogner und Hans Foltz (Die Meistersinger von Nürnberg) u. a.
Gastengagements führten ihn auch in viele andere Opern- und Konzerthäuser der Welt, darunter das Teatro Carlo Felice in Genua, das Teatro Nacional de São Carlos in Lissabon, die Barbican Hall in London, das Michailowski-Theater in St. Petersburg, das Theater Craiova, das Theater Bonn, das Mainfrankentheater in Würzburg, das Theater Chemnitz, das Staatstheater Darmstadt, das Nationaltheater Mannheim. In Moskau sang er den Hunding aus der Walküre mit dem Russischen National Orchester in einer konzertanten Aufführung unter der Leitung von Kent Nagano. 
Vazgen Ghazaryan nimmt zudem an bedeutenden Opernfestivals teil und war u. a. beim italienischen Stresa-Festival, den St. Gallener Festspielen und beim Opera Classica Festival in Bad Schwalbach zu hören.

## Aufnahmen
- 2011 Auftritt beim Wettbewerb "BBC Cardiff Singer of the World" (You-Tube)
- Aufnahmen bei Soundcloud

## Auszeichnungen
- 2004 Gewinner des Gesangswettbewerbs Jerewan.
- 2010 Beste Bassstimme im Gian Battista Viotti International Music Competition, Vercelli[1]

## Kritiken
- Thomas Molke: ... Vazgen Ghazaryan stattet den Bösewicht Bertram mit einem regelrecht diabolischen Bass aus, bei dessen bedrohlichen Tiefen man als Zuhörer eine Gänsehaut bekommt. in: Online Musik Magazin, Erfurt, Oktober 2011
- Ursula Mielke: Hervorragend: Vazgen Ghazaryan als Mephisto. Es war sein Abend. Bravo! in: Thüringer Allgemeine, Erfurt, 13. April 2015
- Larissa Gawritschenko, Thomas Janda: Künstlerisch steht ihr Vazgen Ghazaryan (König René) gegenüber. Mit seinem väterlichen Bass füllt er das Haus. Auch er hat den Text verinnerlicht und lebt seine Rolle mit jeder Note. Seine Sprachverständlichkeit erweist sich als super-präzis. Sein voluminöser Bass wirkt eindringlich und dennoch angenehm. Er erzielt Gänsehaut mit seiner Stimme und die königliche Rolle macht er den Hörern präsent und begeistert sie. in: Online-Merker, Wien, 31. Oktober 2015